# Trimeresurus kraensis
Trimeresurus kraensis — вид отруйних змій родини гадюкових (Viperidae). Описаний у 2024 році.

## Поширення
Ендемік Таїланду. Поширений у Чумпхон на півдні країни. Типові зразки зібрані в храмі Тхам-Санук та сусідній однойменній печері в окрузі Муанг-Чумпхон. Типове місцезнаходження лежить на висоті 65 м над рівнем моря.

## Назва
Назва виду kraensis походить від перешийку Кра, де поширений вид.

## Опис
Відрізняється від решти видів роду Trimeresurus такою комбінацією морфологічних ознак: темно-оливково-зелена або пляшково-зелена спинка; малюнок на спині складається з приблизно 60 червонувато-коричневих або фіолетових плям, витягнутих у поперечному напрямку, але не досягають нижньої частини боків, двох або трьох рядів темно-коричневих плям, які утворюють переривчастий малюнок на 1-3 рядах луски на спині, і білого кольору хребетні плями, наявні у самців, розташовані приблизно на кожних двох або чотирьох спинних лусочках; вентер кремово-зелений з деякими темно-коричневими плямами; кінчики вентральних пластин кремового і темно-коричневого кольору, утворюючи переривчасту бліду та темну вентролатеральну смугу, що чергується; самці з червонувато-коричневою приокулярною смугою.